# Relations entre le Communauté des États indépendants et l'Union européenne
 (juillet 2022).
Si vous disposez d'ouvrages ou d'articles de référence ou si vous connaissez des sites web de qualité traitant du thème abordé ici, merci de compléter l'article en donnant les références utiles à sa vérifiabilité et en les liant à la section « Notes et références ».
Les relations entre l'Union européenne (UE) et la Communauté des États indépendants (CEI) sont des relations multilatérales entre l'Union européenne et la Communauté des États indépendants.

## Histoire
La politique européenne de voisinage couvre les relations avec les voisins de l'UE à l'est et le long des côtes sud et est de la Méditerranée. Parmi les pays de la CEI couverts par cette politique figurent : l'Azerbaïdjan, la Biélorussie, l'Arménie et la fédération de Russie.
Jusqu'en 2007 l'aide de la Commission européenne aux pays couverts par la politique européenne de voisinage a été fournie dans le cadre de divers programmes géographiques, dont le programme TACIS (assistance technique à la CEI).
Aujourd'hui, les principaux objectifs de la politique européenne de voisinage (PEV) sont l'intérêt mutuel de l'UE et de ses voisins à promouvoir la transformation, l'établissement de l'État de droit, des principes démocratiques forts et la prospérité dans tous les pays voisins de l'Union européenne élargie. L'UE offre à ses voisins un dialogue politique actif et une relation économique plus approfondie basée sur des valeurs partagées et des intérêts partagés dans la résolution de problèmes communs. La Russie est le plus grand pays voisin de la CEI, et ces relations ont pris la forme d'un partenariat stratégique avant le début de la guerre russo-ukrainienne, qui a conduit au processus d' adhésion de l'Ukraine à l'Union européenne.

### Asie centrale
L'Union européenne, avec ses États membres, fournit une assistance technique étendue aux pays d'Asie centrale. Les pays de la CEI en Asie centrale sont : le Kazakhstan, le Kirghizistan, le Tadjikistan, l'Ouzbékistan et le membre associé le Turkménistan.
Le principal objectif de la coopération entre l'UE et l'Asie centrale, tel qu'énoncé dans le document stratégique pour l'Asie centrale pour la période 2002-2006, est de promouvoir la stabilité et la sécurité des pays d'Asie centrale, de les aider à parvenir à un développement économique durable et réduire la pauvreté. L'UE s'est engagée à travailler avec les pays d'Asie centrale pour soutenir leurs réformes politiques et économiques.
Des accords de partenariat et de coopération établissent le cadre des relations entre l'UE et les pays d'Asie centrale. L'officialisation des relations bilatérales entre l'UE et les différents pays partenaires a été réalisée lors de la discussion des termes des accords de partenariat et de coopération ; elles sont actuellement en vigueur pour le Kazakhstan, le Kirghizistan et l'Ouzbékistan. Les accords de partenariat et de coopération fournissent un cadre juridique fondé sur le respect des principes démocratiques et des droits de l'homme, fixant les relations politiques, économiques et commerciales entre l'UE et ses pays partenaires. Chaque accord de partenariat et de coopération est un accord bilatéral valable 10 ans et ratifié par l'UE et les différents États.

## Compléments